# Aérodrome d'Abéché
L'aérodrome d'Abéché est un aérodrome desservant Abéché, la quatrième plus grande ville du Tchad et la capitale de la région d'Ouaddaï .

## Situation
| \| 100 km1:18 338 000 \|Abéché Am-Timan Faya-Largeau Moundou N'Djaména Sarh |
| 100 km1:18 338 000                                                          |